# Yellow Submarine (píseň)
„Yellow Submarine“ je píseň britské skupiny The Beatles, jejíž autorství je přisáno dvojici Lennon/McCartney, přestože ji napsal sám Paul McCartney. Vyšla v srpnu 1966 na singlu s dvojitou A-stranou společně s „Eleanor Rigby“. Ve stejné době rovněž vyšla na albu Revolver a o dva roky pak ve stejnojmenném filmu a stejnojmenném soundtracku. Původní singl se umístil na první místě v britské hitparádě a na první příčce vydržel čtyři týdny, než jej sesadil „All or Nothing“ od Small Faces. Na různých pozicích zde singl vydržel třináct týdnů.

## Obsazení
- Ringo Starr – zpěv, bicí
- Paul McCartney – doprovodné vokály, křik, baskytara
- John Lennon – doprovodné vokály, křik, akustická kytara
- George Harrison – doprovodné vokály, tamburína
- Mal Evans – doprovodné vokály, basový buben
- George Martin – doprovodné vokály, produkce
- Geoff Emerick – doprovodné vokály, zvuk
- Neil Aspinall – doprovodné vokály
- Alf Bicknell – řetězy
- Pattie Boydová – doprovodné vokály
- Marianne Faithfull – doprovodné vokály
- Brian Jones – doprovodné vokály, sklenice